# 20836 Мерилітеджа
20836 Мерилітеджа (20836 Marilytedja) — астероїд головного поясу, відкритий 24 жовтня 2000 року.
Тіссеранів параметр щодо Юпітера — 3,247.